# Wahhabisme
Wahhabisme, hvis tilhængere omtales som 'wahhabitter', fra arabisk wahhābī, det vil sige tilhængere af Muhammed Ibn Abd al-Wahab (1704 i ʿUjeina - 1792 i Derʿīje i Najd, "den Gavmildes, det vil sige Guds, tjener"), sektens stifter, er en islamisk sekt af stærkt konservativ observans, navnlig dominerende i Saudi-Arabien, opkaldt efter sin arabiske stamfader.

## Historie

### Oprindelse
Muhammed ibn Abd-el-wah-hāb blev opdraget i Ibn Hanbals ritus, den strengeste af de fire ortodokse skoler, inden for hvilken hans farfar Suleiman havde været en fremstående autoritet, og studerede i sin ungdom hovedsagelig i Damaskus. Der kom han i forbindelse med den ekstremt hanbalitiske retning, som var blevet grundlagt af Ibn Teimija. Denne, en betydende religiøs og etisk personlighed (døde 1328 i Damaskus), havde med flammende iver optrådt som reformator af islams mange synkretistiske udvækster, hvilke havde vundet indflydelse også inden for de ortodokse skoler. Islams historiske udvikling er betinget af tre faktorer: koranen, sunna og idjmāʿ, det vil sige konsensus blandt de teologiske autoriteter, men blandt dem var idjmāʿ blevet formen for en synderlig vidtgående synkretisme, gennem hvilken alskens religiøse anskuelser, skikke og brug var blevet optagne og forenede med profetens religion under tilpasning til omgivende religionsformer. Ibn Teimijas reformation gik netop ud på at afskære den af idjmāʿ betingede udviling og genindsætte koranen og profetens sunna som eneste norm for det religiøse liv, og Muhammed ibn ʿAbd-el-wahhab blev hans mest konsekvente og betydningsfulde elev; to i Leiden opbevarede haåndskrifter af Ibn Teimijas værker, kopierede af Muhammed, vidner om det indgående studium, som han gjort af sin store forgænger. Han forkastede kategorisk idjmāʿ og alle under dets autoritet indsmuglede bida' (flertel af bid'a, "nyhed") og agiterede for streng og bogstavelig efterleven af koranen og sunna. Han bekæmpede den ophøjelse over det menneskeliges sfære, som under kristen indflydelse var kommet Muhammeds person til del langt ind i de ortodokse sunniters lejr, og lige så afvisende stillede han sig mod schiʿiternes delvis gnostiskt betingede overvurdering af Ali, Hasan og Husein, alt sammen for at i hele dets strenghed hævde det arabiske monoteistiske gudsbegreb. Wahhabitterne gør krav på at være de rette muwahhidūn ("bekendere af Guds enhed") og betragter alle andre muslimer med koranens ord som mušrikūn ("sådanne som sætter andre væsener ved Guds side"). Han forkastede helt de fire ortodokse retsskoler og vendte et flammende had mod en mængde populære skikke og brug, som i strid med koranen og sunna var blevet sanktioneret af idjmāʿ, således den i islam yderst udbredte helgendyrkelse, processioner omkring profetens og hellige mænds grave, brugen af rosenkransen og så videre. Også i rent ydre ting skulle en tilbagevenden til profetens enkle religion ske: han forbød al luksus i klædedragt, nydelse af rusdrikke (alkohol), hash og tobak, hasardspil og al vellevned. Hver og en, som ikke adlød hans bud, skulle betragtes som frafalden og dræbes.

### Spredning
Politisk betydning fik hans bevægelse først efter, at han var flyttet over til Derʿīje og havde vundet en stammefyrste i Najd, Ibn Saʿūd, som ægtede hans datter, for sig. Denne samlede omkring sig flere centralarabiske beduinstammer og antog omkring 1745 titlen "emir af Najd". Han begyndte nu at vende sine blikke udad, nærmest mod el-Ahsa, hvor Det Osmanniske Rige rustede sig til strid mod ham. Han døde i 1765, men hans planer gennemførtes af hans søn ʿAbd-el-ʿazīz (1720 - 1803). I 1787 overlod denne ledelsen over armén til sin søn Saʿūd, vahhabitternes mest betydende statsman, lige så meget udmærkende sig ved politisk evne som gennem den strenghed, hvormed han opretholdt orden i sine provinser. I 1795 underkastede el-Ahsa sig, og Saʿūd begyndte at trænge videre mod nord. Under de følgende år organiserede Det Osmanniske Rige sin modstand fra Bagdad, hvis guvernører, tidvis understøttede fra Damaskus og Djidde, dog kun formåede at udrette meget lidt. Den 21. april 1802 erobredes gennem overrumpling Karbala, og den rige valfartslokalitet, shiʿiternes helligste by, led under en hensynsløs hærgning. Samme år vendte sig Saʿūd mod Mekka og formåede, delvis på grund af uenigheden blandt byens ledere, at erobre denne, hvor efter en stor wahhabitisk reformation igangsattes: religiøse ledere henrettedes, alle templer bortset fra Kaʿba blev nedrevede, fra den hellige plads bortdrev man de handlende, og det slør, som skjulte helligdommen for profane blikke, fjernedes.
Den 3. november 1803 blev ʿAbd-el-ʿaziz under eftermiddagsbønnen myrdet af en hævngærrig perser, som tilsyneladende var overgået til wahhabitterne, og Saʿūd blev emir. Krigstogter indledtes nu både mod nord og mod syd. I syd erobredes 1805 Medina; Saʿūd lod åbne profetens grav og prisgav byens rigdom til udplyndring. I 1806 okkuperedes Mekka igen. I nord trængte hans hære gennem Eufrat-dalen helt frem till Damaskus, som i 1808 var stærkt truet. Da nu Saʿūd tillige søgte forbindelse med Det Osmanniske Riges fjender, især Persien, blev situationen truende for Det Osmanniske Rige, men i første række for Egypten, som blev urolig over Saʿūds (mislykkede) ekspedition mod Djidde i 1810. Efter, at Muhammed Ali i dette land takket være kuppet mod mamelukerne i 1811 havde fået frie hænder, greb han ind med kraft i kampen. En hær under ledelse af hans søn Tusūn pascha gik i land i 1811 i Djidde, og Muhammed Ali kom selv over for at fremme felttoget. Under dette døde Saʿūd i 1814 og efterfulgtes af sin søn ʿAbdallah, som tilbød Tusūn fred, men da Muhammed Ali ikke godtog fredsvilkårene, udbrød krigen på ny under ledelse af hans ældste søn, Ibrahim. I 1818 indtog denne Derʿīje; ʿAbdallah kom i fangenskab og sendtes till Konstantinopel, hvor han mod tro og love blev henrettet i december samme år. Derʿīje jævnedes med jorden.
ʿAbdallahs søn Turki undkom imidlertid sydpå og genoprettede i er-Rijād vahhabitriget, som under de følgende år blev ladt i fred efter, at en omkring 5.000 mand stærk mod ham sendt egyptisk krigshær af sin vejviser var blevet ført vild i sandørknenen og var omkommet til sidste mand; riget stod dog i et vasalforhold til Egypten.
I 1834 myrdedes Turki, og hans søn Faisal kunne efter adskillige vanskeligheder bemægtige sig tronen. To gange blev han fordrevet af egypterne, som indsatte slægtninge til ham, men endelig kunne han hævde sig som uindskrænket hersker i er-Rijād, hvor han i 1863 modtog Palgrave og i 1865 dronning Victorias udsending, oberst Pelly. Han døde i 1865 og efterfulgtes af sin søn ʿAbdallah, under hvis regering riget splittedes af indre kampe inden for dynastiet og til sidst underlagdes et længere nordpå oprettet, livskraftigt wahhabitrige. En vis ʿAbdallah fra Djebel Schammar, som ved revolutionen i er-Rijād i 1834 havde spillet en rolle på Faisals side, havde kort efter omkring Djebel Schammar og med Hāil som midtpunkt grundlagt et eget rige og et eget dynasti, Ibn Rašīderne, med titlen ”emirer af Djebel Schammar”. Disse fyrster var i begyndelsen tributskyldige (skatskyldige) under er-Rijād, men udviklede efterhånden en stadig mere selvstændig stat, hvor mønsterorden og sikkerhed herskede; politisk orienterede de sig mod Det Osmanniske Rige og Egypten. Kort efter sin tronbestigning måtte ʿAbdallah i er-Rijād søge hjælp i Hāil mod sine oprørske slægtninge, og da han i 1874 blev afsat, søgte også han hjælp hos Det Osmanniske Rige, som på sin side fandt lejligheden gunstig til at genoprette sin suverænitet over Najd. Mod Englands protester besatte Den Høje Port el-Ahsā i 1875 og oprettede provinsen Najd, men formåede ikke at befæste sit vælde der. Da ʿAbdallah døde omkring 1888, kom er-Rijād faktisk under den da regerende Ibn Rašīden, den kraftfulde Muhammed, som dog fortsat måtte kæmpe mod Ibn Saʿūder i er-Rijād. I 1891 lykkedes det ham at slå en stor koalition af beduinstammer, og han fik der efter ro frem til sin død i 1897.

### Indien
Imidlertid fik wahabismen samtidig virkninger i hele den muslimske verden, men især Indien. Dertil indførtes den omkring 1820 af Sejjid Ahmed af Barēli, som samlede sine tilhængere til hellig krig (el-djihād) mod sikherne, som hyldede en synkretisme af islam og hinduismen. Han døde i 1831, men den hellige krig fortsatte og rettedes nu tillige mod englænderne. Først efter, at i 1863 være blevet undertvungne, forsøgte disse wahhabitter der efter på fredelig vis at gennemtrænge den indiske islam med sine reformatoriske tanker. De kaldte sig her, foruden muwahhidūn, også ahl-i-hadīth ("traditionens folk") og systematiserede deres lærdomme i flere skrifter, af hvilke de vigtigste var es-Sirāt el-mustakīm ("den rette vej", det klassiske koranudtryk for islam) og Takwijet el-īmān ("troens bekræftelse")

### Efter 1900
Men nu kom de sydlige vahhabitter under indflydelse af Kuwait ved Den Persiske Bugt, som på dette tidspunkt faktisk og i 1903 tillige formelt var blevet inddraget i den engelske interessesfære. Fyrsten i Kuwait organiserede stammerne omkring er-Rijād til en stor koalition mod Hāil, og dets emir ʿAbd-el-ʿazīz led et alvorligt nederlag i 1904. Uroen over Englands voksende indflydelse formåede da Det Osmanniske Rige til at aktivt gribe ind og genoprette ligevægten i 1905. Under de følgende årtier fortsatte kampene mellem Hāil og er-Rijād, men nogen større politisk betydning fik disse vahhabitiske statsdannelser af løst sammenstykkede beduinstammer ikke; deres stilling i det nye rige Hijāz (eller Hedjas) forblev uklar.
Sultan ’Abd-el-’azîz Ibn Sa’ud overfaldt i 1924 riget Hijāz og gjorde sig til herre i Mekka, hvor wahhabitterne rykkede ind den 13. oktober samme år. Kong Husein af Hedjas havde forinden abdiceret, hans søn og efterfølger Ali opholdt sig en tid i Djidde, men måtte i december 1925 ligeledes abdicere og forlade Hijāz. Ibn Sa’üd udråbtes den 11. januar 1926 i Mekka til "konge af Hijāz og sultan af Najd", hvorved kongeriget Hijāz indlemmedes i Ibn Sa’uds wahhabitiske vælde. Dettes hovedstad havde hidtil været Riyadh, men Ibn Sa’ud residerede i Mekka.

## Doktriner

### Teologisk fundament
Centralt inden for wahhabismen er Guds enhed og unikhed og at kun Gud er trosbekenderens herre (rabb). Koranen og haditherne er de eneste tekster med nogen som helst autoritet, men også tekster fra de tidligste muslimske præster samt de fire første kalifer kan anvendes til støtte for tolkninger af Koranen og haditherne. Dermed udelukkes alle udtelelser fra senere religiøse ledere, som ikke anses at være i overensstemmelse med en bogstavelig tolkning af Koranen og haditherne.
Wahhabitiska fortalere citerer gerne muslimske tænkere fra så langt tilbage i tiden som 1300-tallet. En af de mest kendte af disse tænkere er Taqi al-Din Ibn Taymiyya, en 1300-talstænker som virkede i Egypten. Ibn Taymiyya var på sin tid grundlæggeren af den strenge retning af den hanbalitiske retsskole, som Abd al Wahhabs farfar havde været en autoritet inden for. Ibn Taymiyya agiterede for ijtihad – selvstændig beslutning – med kravet om at gå tilbage til de oprindelige tekster, at foretage en selvstændig tolkning og ikke blot følge de efter hans opfattelse korrumperede retslærde. Wahhabitterne tillempede til dette formål de forklaringer, som Abd al Wahhab havde skrevet om Koranen i Kitab al-Tawhid ("Bogen om monoteisme"), hvilke fremlagde en meget detaljeret tolkning af hvorledes, religionen skal tillempes. I bogen fordømmes blandt andet musik, hasardspil, rusdrikke og andre fornøjelser, og den beskriver regler for beklædning og opførsel. Ibn Taymiyya fordømte kraftigt idjma, det vil sige præstelig konsensus, som på hans tid var blevet forbundet med officiel godkendelse af synkretisme; fx var mange muslimer blevet inspireret af kristendommen og begyndt at ophøje profeten Muhammed til delvis guddommelig status. For Ibn Taymiyya, lige som for Abd al Wahhab 400 år senere, var præsternes tolerance for hvad, de selv betragtede som religiøse afarter, helt uacceptabel. Efter som kun Gud kunne have guddommelig status, så man på bekendere af andre religioner ligesom andre retninger inden for islam, inklusive mangfoldigheden af synkretiske varianter, som afgudsdyrkelse mušrikun ("sådanne som sætter andre væsener ved Guds side").

### Syn på andre trosretninger
Den wahhabitiske lære er stærkt kritisk mod alle andre retninger inden for islam, i særdeleshed mod shiaislam, som ses som en kættersk sekt, og mod diverse sufiske retninger, som anses at tilsmudse den egentlige islam med helgenkult og uislamiske sædvaner. Når shiiterne samledes omkring Alis og Husseins grave eller når suferne drog til gravene for tidligere sufisheiker, ansås de for afgudsdyrkere. Ifølge Abd al Wahhab skulle denne afgudsdyrkelse undgås for, at Guds enhed (tawhid) skal opstå. Han mente, at muslimerne måtte ophøre med at imitere tidligere retslærdes tolkninger (gøre taqlid) og i stedet stræbe efter en egen forståelse og tolkning (ijtihad).

### Betegnelsen "wahhabitter"
Tilhængerne af wahhabismen har altid modsat sig benævnelsen "wahhabitter", efter som den kan give indtryk af, at man gør sig skyldig til at dyrke Abd al Wahhab og derved forherliger mennesker, helgener og profeter på bekostning af den dyrkelse, som kun bør angå den eneste gud. Wahhabitterne foretrækker at kalde sig muwahhidun (unitarianer, bekendere af Guds enhed) og betragter alle andre muslimer som afgudsdyrkere.
Wahhabismen har tillige meget til fælles med salafismen og betragtes af nogen som en gren af denne retning. Begrebet salafisme kommer fra Al Salaf (al salih), som betyder "[de fromme] forfædre" og sigter til tilbagevenden til den religion, som disse forfædre udøvede, i stedet for at lade sig lokke af moderne påfund, som skubber opmærksomheden væk fra Gud.